# Coralie (personnage)
Pour les articles homonymes, voir Coralie.
Coralie  (1804-1822) est un personnage de La Comédie humaine  d'Honoré de Balzac.
Sa principale apparition a lieu dans Illusions perdues où elle meurt dans de pitoyables conditions après avoir vainement tenté de « renflouer » son amant, Lucien de Rubempré. Vendue par sa mère à Henri de Marsay à l'âge de 15 ans c'est, avec Esther Gobseck, dite « la Torpille », la prostituée (ou rat) la plus célèbre de La Comédie humaine.

## Biographie du personnage
« Coralie montrait une sublime figure hébraïque, ce long visage ovale d'un ton d'ivoire blond, à bouche rouge comme une grenade, à menton fin comme le bord d'une coupe. Sous des paupières chaudes et comme brûlées par une prunelle de jais, sous des cils recourbés, on devinait un regard languissant où scintillaient à propos les ardeurs du désert. […] Mais Coralie, semblable à beaucoup d'actrices, était sans esprit malgré son nez ironique et fin, sans instruction malgré son expérience ; elle n'avait que l'esprit des sens et la bonté des femmes amoureuses. »

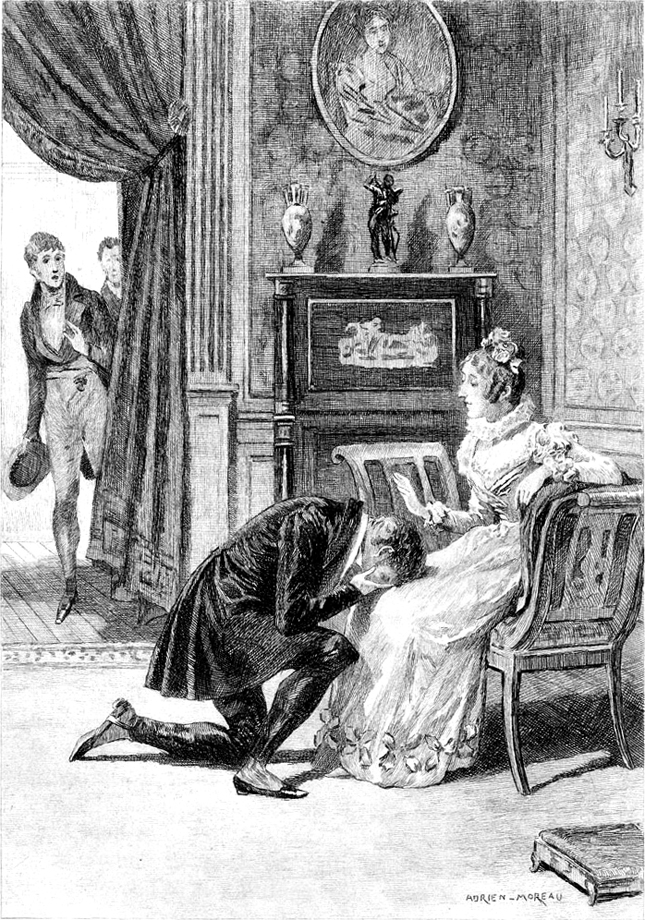
Madame de Bargeton et Lucien de Rubempré.

Dans Illusions perdues, elle est comédienne et la maîtresse de Camusot avant de devenir celle de Lucien de Rubempré. Richement entretenue par Camusot, elle espère que sa célébrité au théâtre, soutenue par les journalistes amis de Lucien, et le succès de son amant en littérature lui permettront d'en finir avec la prostitution.
Mais c'est compter sans la rancune de Camusot qui la fait siffler dans un rôle pourtant magnifique écrit par Camille Maupin. Coralie et Lucien sombrent dans la plus profonde misère, leur mobilier étant saisi. Elle tombe malade et meurt. Pour payer l'enterrement de sa maîtresse, Lucien est obligé de composer des « chansons à boire » pour le compte du libraire Barbet.
Coralie n'apparaît pas dans d'autres romans de La Comédie humaine, mais son souvenir est parfois évoqué. Balzac, qui avait pour méthode d'éclairer ses personnages après coup par des allusions faites dans des récits ultérieurs, parle d'elle dans La Muse du département, où Joseph Bridau, jeune peintre, est ébloui par sa beauté.
Elle est également citée dans :
- La Rabouilleuse
- Splendeurs et misères des courtisanes
- Un début dans la vie.

Pour les références voir :

## Sources bibliographiques
- Pierre Abraham, Créatures chez Balzac, Paris, Gallimard, Paris, 1931.
- Arthur-Graves Canfield, « Les personnages reparaissants de La Comédie humaine », Revue d’histoire littéraire de la France, janvier-mars et avril-juin 1934 ; réédité sous le titre The Reappearing Characters in Balzac’s « Comédie humaine », Chapell Hill, University of North Carolina Press, 1961 ; réimpression Greenwood Press, 1977.
- Anatole Cerfberr et Jules Christophe, Répertoire de « La Comédie humaine » de Balzac, introduction de Paul Bourget, Paris, Calmann-Lévy, 1893.
- Charles Lecour, Les Personnages de « La Comédie humaine », Paris, Vrin, 1967.
- Félix Longaud, Dictionnaire de Balzac, Paris, Larousse, 1969.
- Fernand Lotte, Dictionnaire biographique des personnages fictifs de « La Comédie humaine », avant-propos de Marcel Bouteron, Paris, José Corti, 1952.
- Félicien Marceau, Les Personnages de « La Comédie humaine », Paris, Gallimard, 1977, 375 p.
- Félicien Marceau, Balzac et son monde, Paris, Gallimard, coll. « Tel », 1970 ; édition revue et augmentée, 1986, 684 p.  (ISBN 2070706974).
- Anne-Marie Meininger et Pierre Citron, Index des personnages fictifs de « La Comédie humaine », Paris, Bibliothèque de la Pléiade, 1981, t. XII  (ISBN 2070108775), p. 1255-1256.
- Anatole Cerfberr et Jules Christophe, Répertoire de « La Comédie humaine » de Balzac, introduction de Boris Lyon-Caen, Éditions Classiques Garnier, 2008  (ISBN 9782351840160).